# محمد شاه قاجار
الخَاقَانُ بنُ الخَاقَانِ مَلِكُ المُلُوكِ الغَازِي المَبرُورُ إِيْرَان پَنَاه مُحَمَّد شَاه القَاجَارِيّ (بالفارسية: الخاقان بن الخاقان شاهنشاه غازی مبرور ایران پناه محمد شاه قاجار) (6 ذو القعدة 1222هـ - 6 شوَّال 1264هـ المُوافق فيه 5 كانون الثَّاني (يناير) 1808م - 5 أيلول (سپتمبر) 1848م) المعروف اختصارًا بِـ«محمد شاه»، هو الشَّاه الثَّالث للدَّولة القاجاريَّة وقد حكم بلاد آبائه من سنة 1250هـ المُوافقة لِسنة 1834م حتَّى وفاته في 1264هـ المُوافقة لِسنة 1848م. لُقِّب بِـ«الغازي» لِقاء كفائته العسكريَّة وحملاته النَّاجحة. في أوَّل أمره لم تكُن ولاية العهد فيه إنَّما كانت في والده «عباس ميرزا» لكن الوفاة المُفاجئة لأبيه جعلته وريثًا لِلعرش الفارسي. تمكن من اعتلاء عرش الشمس بُعيد وفاة جدِّه «فتح علي شاه»، وأزاح من نافسهُ من الأُمراء القاجاريِّين بِدعمٍ من السَّاسة والجيش، وعفا عن كُلِّ من ائتمر ضدَّه.

## عائلته

### زوجاته
ملك جهان خانم
خديجة خاتون
زينب خانم
اُقل‌بیگه سالور
بلور خانم

### أولاده
ناصر الدين القاجاري
عباس ميرزا الثاني
عباس ميرزا الثالث
محمد تقي ميرزا
عبد الصمد ميرزا
عزت الدولة
احترام الدولة
عفة الدولة
عزيز الدولة